# マグナス・ブラッドベリー
マグナス・ブラッドベリー（Magnus Bradbury、1995年8月23日 - ）は、ユナイテッド・ラグビー・チャンピオンシップ、エディンバラ・ラグビーに所属するラグビーユニオン選手。

## プロフィール
- スコットランド・グラスゴー出身。
- ポジションはフランカー(FL)、ナンバーエイト(No.8)。
- 身長 193cm、体重 111kg
- U20スコットランド代表に選ばれたことがある[1]。
- スコットランド代表キャップ数は19(2024年10月現在)でラグビーワールドカップ2019のスコットランド代表に選ばれた[2]。
- 7人制スコットランド代表に選ばれたことがある。

## 略歴
2015年、エディンバラに加入。  
2022年、ブリストル・ベアーズに加入。
2024年、エディンバラに復帰。